# Brazylijska Formuła 3
Brazylijska Formuła 3 (oryg. Campeonato brasileiro de Fórmula 3) – rozgrywany w latach 1989–1994 oraz od 2014 w Brazylii cykl wyścigów samochodowych według przepisów Formuły 3.

## Historia
Pierwszy sezon serii odbył się w 1989 roku. Seria z założenia miała zastąpić Formułę 2 Codasur. Mistrzostwa rozgrywano do 1994 roku. Następnie została zastąpiona przez Południowoamerykańską Formułę 3. Brazylijska Formuła 3 została wskrzeszona w 2014 roku.

## Mistrzowie
| Sezon     | Mistrz (kierowcy)         | Mistrz (zespoły)          | Samochód                  |                           |
| --------- | ------------------------- | ------------------------- | ------------------------- | ------------------------- |
| 1989      | Christian Fittipaldi      | Fittipaldi Competicion    | Reynard 883-Alfa Romeo    |                           |
| 1990      | Oswaldo Negri jr          | Daccar                    | Ralt RT32-Volkswagen      |                           |
| 1991      | Marcos Gueiros            | Césario Fórmula           | Ralt RT33-Mugen Honda     |                           |
| 1992      | Marcos Gueiros            | Césario Fórmula           | Ralt RT33-Mugen Honda     |                           |
| 1993      | Fernando Croceri          | Césario Fórmula           | Ralt RT33-Mugen Honda     |                           |
| 1994      | Cristiano da Matta        | Césario Fórmula           | Dallara F394-Mugen Honda  |                           |
| 1995–2013 | mistrzostw nie rozgrywano | mistrzostw nie rozgrywano | mistrzostw nie rozgrywano | mistrzostw nie rozgrywano |
| 2014      | Pedro Piquet              | Césario F3                | Dallara F309-Berta        |                           |
| 2015      | Pedro Piquet              | Césario F3                | Dallara F309-Berta        |                           |